# Filthy!
Filthy! je druhé sólové studiové album Papa John Creache, vydané 30. října 1972.

## Sestava
- Papa John Creach – elektrické housle, zpěv
- Big Joe Turner – zpěv v "Give Me an Hour in Your Garden"
- Harmonica Fats – harmonika v "No More Country Girls"

### Zulu
Jen skladba "Walking the Tou Tou"
- Carl Byrd – bicí
- Kevin Moore – kytara
- Johnny Parker – klávesy
- Holden "Hoagy" Raphael – perkuse, brumle
- Sam Williams – baskytara

### Hot Tuna
Jen skladba "Walking the Tou Tou"
- Jack Casady – baskytara
- Jorma Kaukonen – kytara
- Sammy Piazza – bicí
- Hoagy Raphael – konga

### Dechová sekce
- Blue Mitchell – trubka
- Henry Coker, ohn Ewing – pozoun
- Joe Lane Davis, Jerry Jumonville, Maurice Simon – tenor saxofon

### Doprovodní zpěváci
- Venetta Fields, Sherlie Matthews, Marti McCall, Luther Waters, Oren Waters, Maxine Willard